# Boswachterij Westerschouwen

Boswachterij Westerschouwen

Boswachterij Westerschouwen is het grootste bos van Zeeland, gelegen aan de kust van Schouwen-Duiveland. De Boswachterij Westerschouwen, de Meeuwenduinen, de Verklikkerduinen en de Vroongronden vallen allemaal onder de Kop van Schouwen. 

## Aanleg
Rond 1920 werden er op de Domaniale Duinen dennen geplant en in de zeereep werden stuifschermen van wilgentenen en helm geplant.  Staatsbosbeheer kreeg het gebied in de jaren zeventig in beheer. Daarna begon Staatsbosbeheer met het aanplanten van loofbomen zoals eiken en berken maar ook abelen en balsempopulieren.

## Fauna
Het bos is rijk aan vogels. Er zijn roofvogels aanwezig zoals buizerds en haviken. Daarnaast zijn er vlinders, konijnen en fazanten. In het duingebied lopen reeën, damherten en wilde shetlandpony’s.

## Recreatie
In het bos kan men recreëren. Het gebied is grotendeels vrij toegankelijk voor bezoekers. Men kan het gebied te voet, per fiets of met een paard bezoeken. Er is ook een tegelpad aangelegd waar rolstoelgebruikers gebruik van kunnen maken. Bij de hoofdingang van het bos aan de Kraaijensteinweg staat de excursieschuur. Deze excursieschuur dient als  vertrekpunt voor rondleidingen door het bos.